# Pseudanthias oumati
Pseudanthias oumati là một loài cá biển thuộc chi Pseudanthias trong họ Cá mú. Loài này được mô tả lần đầu tiên vào năm 2013.

## Từ nguyên
Danh pháp khoa học của loài cá này, oumati, trong tiếng Marquesas có nghĩa là "mặt trời", ám chỉ đến màu vàng tươi đặc trưng của cơ thể và vây. Tên thường gọi của loài này cũng ám chỉ đến sắc vàng đó.

## Phân bố và môi trường sống
P. oumati có phạm vi phân bố ở Đông Thái Bình Dương. Loài cá này chỉ được tìm thấy tại đảo Fatu Hiva thuộc quần đảo Marquesas. Do môi trường sống của P. oumati chưa được khảo sát kỹ lưỡng nên có khả năng loài này xuất hiện ở những nơi khác trong quần đảo Marquesas. P. oumati sống xung quanh một rạn san hô ngầm ở ngoài khơi Fatu Hiva; độ sâu khoảng từ 50 đến 55 m.

## Mô tả
Mẫu vật duy nhất dùng để mô tả P. oumati có chiều dài cơ thể đo được gần 6 cm. Đầu và thân có màu vàng; vảy ở nửa trên cơ thể có màu vàng lục, nửa dưới có viền màu vàng cam. Chóp mõm màu cam vàng. Mống mắt màu vàng với vòng viền màu đỏ tươi. Tất cả các vây đều có sắc vàng sáng màu hơn thân, có viền màu đỏ tía nhạt. Thùy đuôi dài.
Số gai ở vây lưng: 10; Số tia vây mềm ở vây lưng: 16; Số gai ở vây hậu môn: 3; Số tia vây mềm ở vây hậu môn: 7; Số gai ở vây bụng: 1; Số tia vây mềm ở vây bụng: 5; Số tia vây mềm ở vây ngực: 18; Số đốt sống: 26.